# Poppenhausen
Poppenhausen é um município da Alemanha, situado no distrito de Schweinfurt, no estado da Baviera. Tem 39,13 km² de área, e sua população em 2019 foi estimada em 4.373 habitantes.